# Together Alone
Together Alone je americký hraný film z roku 1991, který režíroval P. J. Castellaneta podle vlastního scénáře. Snímek měl světovou premiéru na Filmovém festivalu v Torontu 13. února 1991. Na Berlinale získal cenu Teddy Award.

## Děj
Bryan potká v baru muže jménem Bill. Vracejí se do Bryanova bytu, kde mají nechráněný sex. Později se probudí a povídají si. Bryan zjišťuje, že Bill se ve skutečnosti jmenuje Brian a je bisexuál. Následně tráví hodiny povídáním o tématech jako je AIDS, sexualita, feminismus nebo Emily Dickinsonová.

## Obsazení
| Terry Curry | Brian |
| Todd Stites | Bryan |

## Ocenění
- Teddy Award za nejlepší hraný film